# Vision Divine (album)
Vision Divine è il primo album in studio del gruppo musicale italiano omonimo, pubblicato nel 1999 dalla Atrheia Records.

## Tracce
1. New Eden – 4:03 (testo: Fabio Tordiglione – musica: Carlo Magnani, Fabio Tordiglione)
2. On the Wings of the Storm – 4:40 (testo: Fabio Tordiglione – musica: Carlo Magnani, Fabio Tordiglione)
3. Black Mask of Fear – 4:38 (testo: Fabio Tordiglione – musica: Carlo Magnani, Fabio Tordiglione)
4. Exodus – 4:37 (testo: Fabio Tordiglione – musica: Carlo Magnani, Fabio Tordiglione)
5. The Whisper – 6:03 (testo: Fabio Tordiglione – musica: Carlo Magnani, Fabio Tordiglione)
6. Forgotten Worlds – 4:18 (musica: Andrea De Paoli)
7. Vision Divine – 5:03 (testo: Fabio Tordiglione – musica: Carlo Magnani, Fabio Tordiglione)
8. The Final Countdown – 5:06 (Joey Tempest) – originariamente interpretata dagli Europe
9. The Miracle – 6:20 (testo: Fabio Tordiglione – musica: Carlo Magnani, Fabio Tordiglione)
10. Forever Young – 5:01 (testo: Fabio Tordiglione – musica: Carlo Magnani, Fabio Tordiglione)
11. Of Light and Darkness – 6:12 (testo: Fabio Tordiglione – musica: Carlo Magnani, Fabio Tordiglione, Andrea De Paoli)

## Formazione
Gruppo
- Fabio Lione – voce
- Olaf Thorsen – chitarra, arrangiamenti
- Andrea "Tower" Torricini – basso
- Andrew Mc Pauls – tastiera, arrangiamenti
- Mat Stancioiu – batteria

Altri musicisti
- Ale Gatti – voce femminile (traccia 11)